# Éditions Sans-Détour
Les Éditions Sans-Détour est un éditeur français de jeux de rôle sur table et de jeux de société basé à Villeurbanne, créé en mars 2008, et disparu en août 2020.

## Historique

### Débuts et obtention de la licenceAppel de Cthulhu
La société Sans-Détour est formée le 27 février 2008 par Piotr Borowski, Christophe Ployon et les époux Samuel Tarapacki. Elle se fixe pour objectif la publication de jeux de rôle pour le marché francophone. Tous les membres fondateurs sont d’anciens rôlistes, déjà devenus professionnels.
L’une de ses toutes premières publications, sinon la première, est la traduction du manuel v6 de L’Appel de Cthulhu (AdC) en novembre 2008. Cet ouvrage ne se résume pas en une traduction fidèle de la version américaine ; il s’agit d'une création originale reprenant une part d’éléments des versions antérieures ainsi que des ajouts en provenance de divers suppléments. Suivront, au long de 10 années, plus de 60 titres déclinés dans cette gamme, couvrant la v6 et une partie de la v7.
L’éditeur publie parallèlement des traductions d’autres jeux de rôle, mais aussi des créations originales, comme La Brigade chimérique (2010), Les Chroniques des Féals (2012) ou Les Lames du cardinal (2014) – des adaptations sous licences de série de bande dessinée ou de cycles romanesques francophones à succès – ou bien comme Bimbo (2014) – un jeu de Grégory Privat, sans licence, mais inspiré de l'univers Grindhouse.

### Financements participatifs puis perte de la licenceAppel de Cthulhu
À partir de 2015, l'éditeur a recours au financement participatif pour certaines de ses publications et a obtenu des succès record : ainsi, la campagne de financement pour la traduction de la septième édition de L'Appel de Cthulhu détient le record dans le domaine du jeu de rôle en France avec plus de 402 000 € levés (pour un objectif de 10 000 €) avec plus de 3 700 contributeurs,. Le Figaro a mentionné la réussite de sa levée de fonds pour la publication d'une « bande dessinée » (probablement la campagne Les Masques de Nyarlathotep pour L'Appel de Cthulhu) ayant obtenu 261 500 € (pour un objectif de 50 000 €),.
Fin 2018, après 10 ans d'existence et de traduction de nombreux ouvrages de la licence Appel de Cthulhu détenue par Chaosium, les éditions Sans-Détour perdent la licence. Dans son communiqué de 2018, Chaosium indique n'avoir reçu aucune royalties des éditions Sans-Détour pour la licence depuis 2016,. Les éditions Sans-Détour continuent cependant à publier d'autres jeux inspirés par le genre de l'horreur cosmique.
Début 2019, Sans-Détour lance un service d'achat-vente d'occasions.

### Liquidation judiciaire et enquête du Parquet de Paris
Le 4 août 2020, la société est mise en liquidation judiciaire,,.
L'annonce de la liquidation provoquera l'annulation de Confrontations – Classic : The Legendary Skirmish Game et Aventures Le Jeu (jeu de rôle inspiré de l'univers de Mahyar Shakeri dans lequel évoluaient les aventuriers incarnés par les membres de la chaîne Youtube Joueur du Grenier). Sans-Détour avait levé près de 400 000 € de fonds pour le premier et 235 000 € pour le second auprès de ses contributeurs.
Ayant été licencié, Christian Grussi déclare que « Sans-Détour était rapidement devenue une entité bicéphale, avec d’un côté l’équipe de production et d’un autre les « grands pontes » avec une vision financière. […] les bureaux des employés étaient situés à Nancy, loin des décideurs, avec pour principal canal de communication les e-mails et une réunion trimestrielle. […] la façade des éditions Sans-Détour n’était plus qu’un jeu de contre-vérités, et […] même en interne nous ne savions pas ce qui se passait. » Selon lui, la société enchaînait les financements participatifs avec une logique de cavalerie pour combler des caisses vides et sur la fin, plusieurs auteurs n'étaient plus payés.
Le 17 décembre 2020, la direction centrale de la Police judiciaire publie un communiqué conformément à la réquisition judiciaire ouverte par la section F2 du Parquet de Paris, qui a ouvert une enquête préliminaire pour abus de confiance. La DCPJ invite toutes les personnes impliquées dans les projets Confrontations – Classic : The Legendary Skirmish Game et Aventures Le Jeu à remplir une lettre circulaire dans l'éventualité de déposer une plainte. Le communiqué informe aussi des modalités de se constituer partie civile,.

### Enquête de l'OCRGDF et poursuites devant le tribunal correctionnel de Paris
Le 17 février 2025, et pendant trois jours, la société Sans-Détour et trois de ses dirigeants comparaissent devant le tribunal correctionnel de Paris afin de répondre des différents faits qui leur sont reprochés dans le rapport d'enquête de l'Office central pour la répression de la grande délinquance financière. Selon le rapport d'enquête, une partie des fonds levés servait à régler des dettes relatives aux projets précédents ainsi qu'à des fins personnelles,. Le verdict est mis en délibéré puis rendu le 20 mars 2025.

## Publications

### Jeux

#### Jeux de rôle sur table
- L'Appel de Cthulhu, v6 (2008) et v7 (2015)
  - Delta Green, 2e édition (2011)
  - Achtung! Cthulhu (2014)
- Bimbo, de Gregory Privat (2014)
- La Brigade chimérique, d'après la bande dessinée de Serge Lehman, Fabrice Colin et Gess (2010)[33]
- Les Chroniques des Féals, d'après les romans de Mathieu Gaborit (2012)[34]
- Cultes Innommables (Cultos Innombrables) (2019)
- Hollow Earth Expedition (2011)
- Les Lames du cardinal, d'après les romans de Pierre Pevel (2014)[35],[36]
- Leagues of Adventure (2013)
- Mutant Année Zéro (Mutant Year Zero) (2017)
- Paranoïa, l'édition post-post-post moderne (2018)
- Plenilunio (2016)
- Tous pour un ! Régime diabolique (All for one: Régime diabolique) (2014)

#### Autres jeux de société
- Barbarossa, Atsuo Yoshizawa, en partenariat avec Play and Win (2010)[37]
- Confrontation : résurrection (aurait dû paraître en 2018)
- Fireteam Zero, jeu de société avec figurines (aurait dû paraître en 2018)
- Praetor, pour la gloire de Rome, Andrei Novac, en partenariat avec Play and Win (2014)[38]

### Publications numérotées sur le dos pour l'AdC

#### Suppléments hors-numérotation
Les cinq écrans de jeu de la 6e édition (de base, de base édition 30e anniversaire, de la campagne Par-delà les Montagnes Hallucinées, de la campagne Les Masques de Nyarlathotep, de la campagne Le Rejeton d’Azathoth) ou bien L'Atlas du Mythe, Cthulhu Président : le kit de campagne, Par-delà les Montagnes Hallucinées : le kit d'expédition et autres goodies n'entrent pas dans la numérotation. Cela vaut aussi pour les écrans et goodies de la 7e édition, de Delta Green, de Cthulhu 1890 et de Achtung! Cthulhu.

#### Couleur des suppléments
En ce qui concerne la 6e édition, les suppléments de couleur verte sont des aventures (quelquefois il peut arriver que l'aventure soit d'une autre couleur, comme Par-delà les Montagnes Hallucinées – bleue), ceux de couleur rouge sont des règles et aides de jeu et ceux de couleur brune sont des suppléments de lieux et contexte, etc.

### Romans
En partenariat avec Bragelonne
- H. P. Lovecraft (trad. de l'anglais par Maxime Le Dain, Sonia Quémener), Cthulhu, le mythe : livre I, Paris/Oyonnax, Bragelonne/Sans-Détour, 2015 (1re éd. 2012), 432 p. (ISBN 978-2-35294-910-7)[39]
- H. P. Lovecraft (trad. de l'anglais par Arnaud Demaegd), Cthulhu, le mythe : livre II, Paris/Oyonnax, Bragelonne/Sans-Détour, 2015, 456 p. (ISBN 978-2-35294-897-1)
- H. P. Lovecraft (trad. de l'anglais par Arnaud Demaegd), Cthulhu, le mythe : livre III, Paris/Oyonnax, Bragelonne/Sans-Détour, 2016, 384 p. (ISBN 979-10-281-0091-9)
- collectif (trad. de l'anglais par Denis Huneau), Cthulhu : les créatures du mythe, Paris/Oyonnax, Bragelonne/Sans-Détour, 2017, 156 p. (ISBN 979-10-281-1007-9)
- S. T. Joshi (dir.) et al. (trad. de l'anglais par Arnaud Demaegd), Les Chroniques de Cthulhu : 21 contes d'horreur lovecraftienne, Paris/Oyonnax, Bragelonne/Sans-Détour, 2017, 456 p. (ISBN 979-10-281-0341-5)

## Auteurs et artistes
Auteurs et artistes francophones ayant œuvré pour les Éditions Sans-Détour (liste non-exhaustive) :